# 弗兰克·安德伍德
弗朗西斯·约瑟夫·安德伍德（英語：Francis Joseph Underwood，1959年11月5日—2017年5月），是美国演员凯文·史派西在Netflix改编剧《纸牌屋》中饰演的虚构人物。

## 角色簡介
弗兰克·安德伍德在剧中是一位精通权术的政治家，他通过背叛、欺骗和谋杀等手段从美国众议院多数党党鞭一路晋升至美国总统。他以法蘭西斯·厄克特为原型（英国小说和电视连续剧《纸牌屋》中的主角），而Netflix改编版便是从该剧中汲取了灵感。他与克莱尔·安德伍德（罗宾·怀特饰演）结婚，并与记者佐伊·巴恩斯（凯特·玛拉饰演）发生过性关系（第1季）。他首次登场是在该系列第1季的试播集“第一章”。
安德伍德来自南卡罗来纳州的加夫尼。他于1980年毕业于南卡罗来纳军事学院，随后于1984年毕业于哈佛法学院。安德伍德在整个系列中的一些对话是以直接面向观众独白的方式呈现，即“打破第四面墙”的叙事手法，他说话带有美国南方口音。在第1季中，他是美国众议院民主党籍的多数党党鞭；在第2季中，他是新任命的美国副总统，并在本季结局中用阴谋迫使加勒特·沃克总统辞职而得以继任为美国总统。在担任总统后，继续通过阴谋继续第二任期，后自愿辞职。克莱尔安德伍德接任。在第六季，凯文史派西未出现。编剧将它写死。

## 社會評價

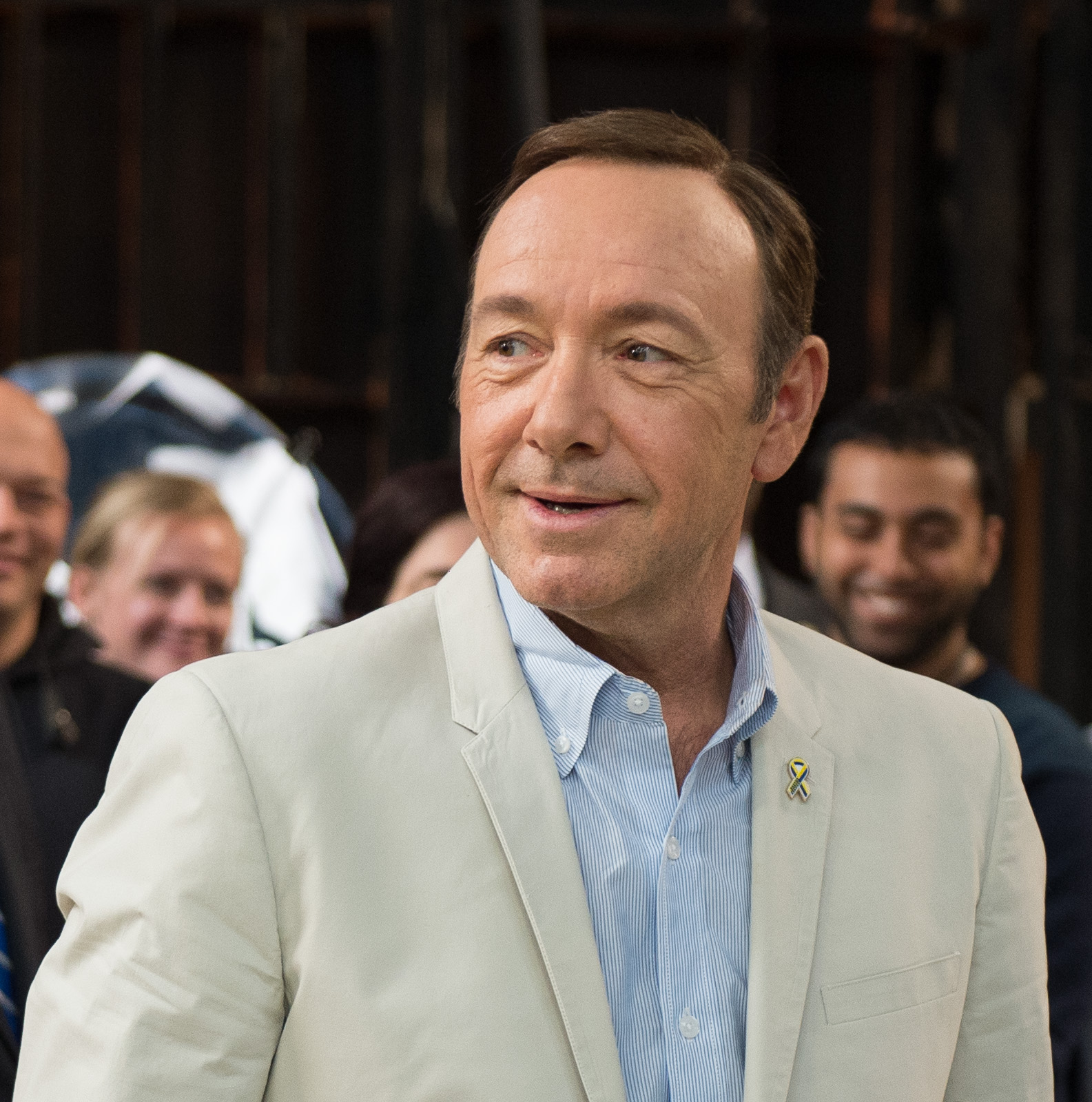
凱文·史派西在《紙牌屋》系列中飾演弗蘭克·安德伍德

安德伍德在剧中被塑造成政治操纵、马基雅维利主义、反社会和权力腐败的象征。在整个系列中，他为了自己的目的利用和牺牲了多条无辜的生命，包括那些他称之为朋友的人。在其他罪行中，他曾亲自犯下两起谋杀罪行，指派下属犯下了一起谋杀，并下令杀死了两名前雇员，将国务卿凯茜·杜兰特推下楼以阻止她作证自己的犯罪，他还曾出于政治目的间接默许手下谋杀了一名平民（莉安·哈维）。
史派西对弗兰克·安德伍德的刻画获得了正面评价，但该角色本身也因其重复性和单一性而受到批评。史派西是最早在第65届黄金时段艾美奖上获得黄金时段艾美奖提名的三位网络电视系列剧主角之一。史派西的表演还获得了两项金球奖提名，获得了五项演员工会奖，其中包括两项演员提名和两项大奖。
2017年11月3日，在对史派西提出性侵犯指控后，Netflix便与这位演员终止了合作关系，这也使得安德伍德的命运受到了极大地不确定性。在《纸牌屋》第六季的预告片中，显示安德伍德于2017年去世，他被安葬在位于南卡罗来纳州的父亲的墓旁。该系列结局也显示，他的得力助手道格·斯坦普（迈克尔·凯利饰演）毒杀了他，以阻止他杀死不肯赦免自己的克莱尔。